# Neder-Kroksjön
Neder-Kroksjön är en sjö i Bergs kommun i Jämtland och ingår i Ljungans huvudavrinningsområde. Sjön har en area på 0,301 kvadratkilometer och ligger 722,8 meter över havet. Sjön avvattnas av vattendraget Höstan.

## Delavrinningsområde
Neder-Kroksjön ingår i det delavrinningsområde (698042-138195) som SMHI kallar för Utloppet av Neder-Kroksjön. Medelhöjden är 740 meter över havet och ytan är 1,34 kvadratkilometer. Räknas de 10 avrinningsområdena uppströms in blir den ackumulerade arean 36,49 kvadratkilometer. Höstan som avvattnar avrinningsområdet har biflödesordning 3, vilket innebär att vattnet flödar genom totalt 3 vattendrag innan det når havet efter 297 kilometer. Avrinningsområdet består mestadels av skog (78 procent). Avrinningsområdet har 0,3 kvadratkilometer vattenytor vilket ger det en sjöprocent på 22,4 procent.